# Historie neurovědy
Historie neurovědy sleduje dějiny a vývoj poznání o mozku a nervovém systému od počátku civilizace po současnou dobu.

## Neurověda od starověku po novověk
Anatomie mozku je zkoumána už ve starověkém Egyptě, ovšem za centrum mysli bylo tehdy považováno srdce a význam mozku nebyl doceněn. O mozku jako centru duševních procesů se začíná uvažovat v antickém Řecku, jsou pitvány různé části nervové soustavy zvířat. Do tohoto období se také v západní i východní starověké civilizaci datuje rozvoj filosofie mysli, konkrétně myšlenka dualismu, který se zabývá problémem duše a těla a tvrdí, že ne všechny duševní projevy lze vysvětlit v rámci tělesných procesů. Ve 2. století našeho letopočtu lékař antického Říma Galén dospěl k názoru, že mozek ovládá pohyby všech svalů prostřednictvím hlavových nervů a periferní nervové soustavy. Kolem roku 1000 se poznání v oblasti neurovědy rozvíjelo zejména v arabském světě, k důležitému pokroku dochází v oblasti poznání zrakového systému, Alhazen, zabývající se mj. i optikou, ji přirovnává k zařízení známém jako camera obscura, předchůdci fotoaparátu.
V 15. až 17. století se pozornost zaměřuje na zkoumání anatomie různých částí mozku a duševních chorob. V 18. století bylo objeveno, že nervová soustava je založena na elektrických projevech. V 18. a 19. století se rozvíjí diskuze na téma funkcionality mozku a jeho částí. Lokalizacionismus tvrdí, že jednotlivé části mozku mají jasně vymezenu svojí funkcionalitu, holismus se staví proti tomuto pohledu a zdůrazňuje, že projevy fungování mozku nelze vysvětlit pouze z jeho částí. Mezi zastánce holismu patří i francouzský fyziolog Jean Pierre Flourens, který pozoroval obnovení určitých funkcí mozku i po odstranění částí s poškozením (lézí) u živých zvířat. Později anglický neurolog John Hughlings Jackson ukázal, jak záchvaty u pacientů s epilepsií postupují z jedné části těla do další v souladu s mapou mozku, popisující funkcionalitu jeho částí. Tato teorie topografické organizace převážila většinový názor vědecké obce směrem k lokalizacionismu. Tento názor dále podpořili svými pracemi francouzský lékař Paul Broca a německý lékař Carl Wernicke, kteří zkoumáním pacientů s poruchou řeči (afázií) dospěli k objevu Brocova centra zodpovědného za vyjadřovací schopnosti resp. Wernickeova centra ovlivňujícího především porozumění řeči. Němečtí badatelé, fyziolog Gustav Fritsch a neurolog Eduard Hitzig víru v lokalizacionismus dále umocnili pozorováním pohybu částí těla a svalovými kontrakcemi zvířat na základě stimulů jejich mozků elektrickým proudem. V roce 1837 český fyziolog Jan Evangelista Purkyně popisuje jako první nervovou buňku – neuron a jsou po něm pojmenovány velké neurony s mnoha větvícími se výběžky (dendrity) v části mozku nazývané mozeček.

## Neurověda první poloviny 20. století
Ke konci 19. století do neurovědy pronikla histologická procedura barvení tkání, kterou vylepšil italský lékař Camillo Golgi, jenž zavedl postup impregnace tkáně stříbrem. Významným dílem k poznání v oblasti neurovědy přispěl španělský histolog Santiago Ramón y Cajal, který objevil, že neurony jsou samostatné biologické komponenty a vedou elektrické impulzy pouze v jednom směru. Je autorem neuronové doktríny, která uvádí neuron jako anatomickou, fyziologickou, genetickou a metabolickou jednotku nervového systému, uvádí synapse jako mezery oddělující neurony. Informace neuronem proudí jedním směrem od dendritů (vstupů) do axonu (výstupu). Na konci 19. století popsal italský fyziolog Angelo Mosso metodu „vážení lidského oběhu“, pomocí které bylo možné neinvazivně (bez jakéhokoli narušení tělesných funkcí) měřit redistribuci krve během emoční a intelektuální aktivity. V té době také neurověda začíná pronikat do psychologie. V roce 1890 vychází The Principles of Psychology (Principy psychologie) od amerického filosofa a psychologa Williama Jamese. Ten uvádí, že fyziologie mozku musí být brána v potaz nebo být zahrnuta do psychologických úvah. Propojení mentální a fyziologické stránky člověka se postupně vyvinulo v rozvoj behaviorální neurovědy neboli psychobiologie.
Na počátku 20. století německý neurolog Korbinian Brodmann rozdělil mozek do 52 oblastí podle buněčné organizace mozkové kůry v jednotlivých částech. V roce 1918 představil americký neurochirurg Walter Dandy techniku ventrikulografie, pomocí které byly injekcí filtrovaného vzduchu do laterálních komor mozku získány jejich rentgenové snímky. Byl tak stanoven počátek neurozobrazování. V první třetině 20. století popisuje španělský neurovědec Pío del Río Hortega gliové buňky, které zajišťují pro neurony zejména vyživovací a opěrnou funkci. Do poloviny 20. století se rozvinula elektroencefalografie (EEG), metoda zaznamenávání elektrické aktivity neuronů pomocí elektrod umístěných na povrch kůže hlavy. Došlo k lepšímu poznání funkce nervových vláken, za práci v této oblasti dostali američtí fyziologové Joseph Erlanger a Herbert Spencer Gasser v roce 1944 Nobelovu cenu.
V první polovině 20. století pátrá americký psycholog Karl Lashley vytvářením lézí různého rozsahu na mozcích živých krys po engramech – způsobech, jakými jsou paměťové stopy uloženy v rámci biofyzických a biochemických změn. Výkonnost krys při postupně zvětšujícím se rozsahu lézí v experimentech zaměřených na paměť konstantně klesala. Lashley došel k závěru, že paměťovou stopu nevytváří jedno určité propojení, ale zřejmě sjednocení více propojení. Engram tedy nebyl nalezen, ale Lashleyova práce podpořila holistický pohled na mozek. V té době kanadský neurochirurg Wilder Penfield během zákroků na pacientech postižených epilepsií zjistil, že při stimulaci různých částí jejich mozkové kůry produkuje aktivace více buněk specifické výsledky, pacient například vyslovil určité slovo apod. Jeho lokalizacionistický pohled ovlivnil moderní neurologii i jiná vědecká odvětví.
V roce 1952 prezentují angličtí fyziologové a biofyzikové Alan Lloyd Hodgkin a Andrew Huxley matematický model (známý jako Hodgkinův-Huxleyův model) pro přenos elektrického signálu v obřím axonu chobotnice (akčního potenciálu) a také objasňují, jak signál vzniká a jak je šířen. Na základě této práce získávají Hodgkin a Huxley později, v roce 1963, společně s australským neurofyziologem Johnem Ecclesem za objev iontového mechanismu dráždění a útlumu periferních a centrálních oblastí membrán nervových buněk Nobelovu cenu. Hodgkinův-Huxleyův model byl později jinými vědci zjednodušen a vešel ve známost jako FitzHugh-Nagumův model.

## Neurověda 2. poloviny 20. století a na přelomu 21. století
Druhá polovina 20. století představovala velký rozvoj v oblasti neurovědy mj. i díky velkému pokroku v molekulární biologii.
Molekulární biologie se ve spolupráci neurochemií, neurofarmakologií, neuropsychologií a příbuznými odvětvími neurovědy zasloužila o vznik různých druhů psychofarmak umožňujících nebo usnadňujících léčbu širokého spektra duševních poruch. Základní myšlenkou zpravidla přitom je, že fungování mozku, které je při přítomnosti duševní nemoci narušeno, může být ovlivněno dostupností biochemických prekurzorů (sloučenin předcházející jiné v biochemickém procesu) neurotransmiterů neboli přenašečů nervových vzruchů. Jedná se většinou o aminokyseliny (např. GABA), monoaminy (dopamin, serotonin) nebo acetylcholin.
Dochází ke vzniku řady zobrazovacích metod mozku, mezi nejvýznamnější patří magnetoencefalografie (MEG), počítačová tomografie (Computed tomography – CT), pozitronová emisní tomografie (PET) a funkční magnetická rezonance (Functional magnetic resonance imaging – fMRI). Zvláště významná je funkční magnetická rezonance používaná od 90. let 20. století, jelikož se jedná o neinvazivní metodu. Při vykonávání různých experimentů, kdy lidé vykonávají určité úkoly, detekují neurozobrazovací metody zvýšenou aktivitu v určitých částech mozku těchto zkoumaných osob a hrají tak významnou úlohu v podpoře lokalizacionismu.
Rozvíjí se elektrofyziologie, která zkoumá elektrické vlastnosti biologických buněk a tkání a důležitá je i metoda měření elektrofyziologického potenciálu jednotlivých neuronů (single-unit recording). K dramatickému pokroku dochází v oblasti výpočetní neurovědy, která studuje funkce mozku v podobě informačně procesních vlastností struktur, které tvoří nervový systém. Hlavními tématy v této oblasti jsou modelování jednotlivých neuronů, zpracování senzorických signálů, chování neuronálních sítí, kognice nebo paměť se synaptickou plasticitou postulovaná konceptem Hebbova učení.
Neurovědní teorie jsou vylepšovány dalšími objevy mezi něž patří objev neuronálního rytmu německého neurofyziologa Wolfa Singera v roce 1989 , kdy dochází ke sladění skupiny i vzdálených neuronů na určitou frekvenci, pokud zrak zachytí určitý vzor. Mezi další objevy patří vliv hipokampu na topografickou paměť prezentovaný irskou neurovědkyní Eleanor Maguire v roce 1997 , vliv mozečku na emoce objevený v roce 1998 americkým neurologem Jeremy Schmahmannem . Objev zrcadlových neuronů italského neurofyziologa Giacoma Rizzolattiho v roce 2001 byl uskutečněn při zkoumání neuronálních projevů makaka, u kterého se aktivovaly stejné neuronální dráhy při vykonávání dané aktivity jak jím samým, tak někým jiným. Podstatný byl i objev vlivu dorsolaterální frontální kůry a cingula na rozhodování v roce 2002, který je prací amerického psychologa Gregory McCarthyho .